# Baglung
Baglung (nep. बाग्लुङ)  – miasto w środkowym Nepalu; w prowincji numer 4. Miasto jest siedzibą dystryktu Baglung. Według danych szacunkowych na rok 2011 liczyło 30 763 mieszkańców. 
W mieście znajduje się most wiszący Baglung Parbat (najdłuższy na świecie w swojej kategorii w momencie otwarcia).